# J-Star
J-Star là viết tắt của Jungiery-Star. Jungiery là một công ty âm nhạc của Đài Loan. Thành viên của J-Star bao gồm các nhóm nhạc: 5566, 183 Club, 7 Flowers (Thất Đóa Hoa), Đài Phong (Typhoon), Thái Cực (Taiji), LALA, VJ và nữ nghệ sĩ Vương Tâm Lăng. Các nhóm như R&B và K One cũng đã từng là một phần của J-Star. Một vài trong số các thành viên ban đầu của nhóm R&B đã rời khỏi công ty Jungiery, những thành viên còn lại gộp chung với các thực tập sinh của Jungiery để trở thành nhóm nhạc bubblegum pop có tên là LALA. Còn nhóm K One giờ đã trở lại công ty Wingman Entertainment.
Nhóm nhạc 5566 là trụ cột chính của J-Star.

## Thành viên

### Thành viên hiện tại
- Nhóm 5566, từ năm 2002
- Nhóm 183 Club, từ năm 2004
- Nhóm 7 Flowers (七朵花 Thất Đóa Hoa), từ năm 2004
- Vương Tâm Lăng (王心凌 Cyndi Wang), từ năm 2003
- Nhóm Đài Phong (台風 Typhoon), từ năm 2004
- Nhóm Thái Cực (太極 Taiji)
- Nhóm LALA, từ năm 2006
- Nhóm VJ
- Nhóm Magic 1+1 (魔幻1+1), từ năm 2009

### Thành viên cũ
- Nhóm R&B, giai đoạn 2003-2006
- Nhóm K One, giai đoạn 2003-2006

## Hoạt động
J-Star sở hữu cho mình tạp chí riêng với cùng tên gọi là J-Star.
Năm 2006, họ thành lập một đội bóng chày để tham gia thi đấu với đội Playboy (Hàn Quốc) và đội Nhật Bản.

## Lịch sử
Tổng giám đốc Tôn Đức Vinh (hay còn gọi là Tôn Tổng) ban đầu tạo ra nhóm 5566 (ngày 21 tháng 1 năm 2002). Cùng với họ có các nghệ sĩ hoạt động cá nhân như Minh Đạo, Kiều Ân, Vương Tâm Lăng, Hồng Kiều. Gần 2 năm sau, nhóm R&B ra đời (tan rã năm 2006). Từ đó trở đi, với tất cả những thành công đạt được, họ bắt đầu tạo ra ngày càng nhiều nhóm nhạc mới, ví dụ như 7 Flowers và 183 Club. Những nghệ sĩ hoạt động cá nhân cũng được bố trí vào các nhóm nhạc. Tôn Tổng đã đẩy nhóm K One ra ngoài lề. Còn Toro thì chuyển đến công ty Jungiery sau khi anh rời nhóm Energy và hiện tại đang nằm trong một nhóm nhạc có tên là Đài Phong.
Năm 2007, họ từng bước quay trở lại.

## Album

### Album chung của J-Star:
| Tựa tiếng Hoa                             | Tựa tiếng Anh (hầu hết các ca khúc C-pop đều được phát hành bằng cả tựa đề tiếng Hoa và tiếng Anh)                 | Chú thích |
| ----------------------------------------- | --- | --------- |
| 《愛的奇蹟 喬傑立巨星最紅偶像劇情歌精選》 | Love Miracle I - Compilation Of J-star's Best OST Songs (Tuyển tập các ca khúc nhạc phim xuất sắc nhất của J-Star) | Đặc sắc   |
| 《愛的奇蹟II 跳舞吧!                      | Love Miracle II - Come On Party!                                                                                   |           |
| 《愛的奇蹟III 搖滾萬歲》                  | Love Miracle III - I Love Rock And Roll                                                                            |           |

### Album của 5566:
| Tựa tiếng Hoa                  | Tựa tiếng Anh (hầu hết các ca khúc C-pop đều được phát hành bằng cả tựa đề tiếng Hoa và tiếng Anh) | Chú thích                |
| ------------------------------ | -------------------------------------------------------------------------------------------------- | ------------------------ |
| MVP 情人 電視原聲帶            | My MVP Valentine OST (Nhạc phim Người tình MVP)                                                    |                          |
| 一光年                         | 1st Album                                                                                          | Album đầu tay - năm 2002 |
| 西街少年 電視原聲帶            | Westside Story (Nhạc phim Thiếu niên phố Tây)                                                      |                          |
| 摯愛                           | Boyfriend                                                                                          | Album thứ hai            |
| 紫禁之巔 電視原聲帶            | Top Of The Forbidden City OST (Nhạc phim Vũ Vương)                                                 |                          |
| 最棒冠軍精選                   | C'est Si Bon                                                                                       | Đặc sắc                  |
| 格鬥天王 電視原聲帶            | Mr. Fighting OST (Nhạc phim Đấu trường tham vọng)                                                  |                          |
| 好久不見                       | Long Time No See                                                                                   | Album phòng thu thứ ba   |
| 《我愛56 - 傳說再現5年極精選》 | I Love 56 - Retelling The First 5 Years                                                            | Được đánh giá cao nhất   |
| 櫻野三加一 電視原聲帶          | Ying Ye 3+1 OST (Nhạc phim Anh Dã 3+1)                                                             |                          |
| 喝采                           | Bravo                                                                                              | Album phòng thu thứ tư   |

### Album của 183 Club:
- Le Robe De Mariage Des Cieux (Heaven's Wedding Gown) OST - Nhạc phim Áo Cưới Thiên Quốc (năm 2004)
- The Prince Who Turns Into A Frog OST - Nhạc phim Hoàng tử Ếch (năm 2005)
- The Magicians of Love OST - Nhạc phim Phép màu (năm 2006)
- FIRST ALBUM (năm 2006)
- Angel Lover OST - Nhạc phim Người tình thiên sứ (năm 2007)

### Album của 7 Flowers:
- 7 Flowers (七朵花) (ngày 2 tháng 11 năm 2005)
- Top On The Forbidden City Original TV Drama Soundtrack - Nhạc phim truyền hình Vũ Vương (năm 2004)
- The Prince Who Turns Into a Frog Original TV Soundtrack - Nhạc phim truyền hình Hoàng tử Ếch (năm 2005)
- The Magicians Of Love Original TV Soundtrack - Nhạc phim truyền hình Phép màu (năm 2006)

### Album của Vương Tâm Lăng:
| Album           | Ngày phát hành            | Tựa album             |
| --------------- | ------------------------- | --------------------- |
| Đầu tay         | Ngày 24 tháng 2 năm 2003  | Begin...              |
| Thứ hai         | Ngày 26 tháng 3 năm 2004  | Cyndi Loves You 愛你  |
| Thứ ba          | Ngày 18 tháng 2 năm 2005  | Honey                 |
| Album tuyển tập | Ngày 26 tháng 7 năm 2005  | 閃耀2005新歌+節奏精選 |
| Thứ tư          | Ngày 27 tháng 12 năm 2005 | Cyndi with U          |
| Thứ năm         | Ngày 30 tháng 8 năm 2007  | Magic Cyndi           |
| Thứ sáu         | Ngày 30 tháng 11 năm 2007 | Fly! Cyndi            |
| Album tuyển tập | Ngày 29 tháng 2 năm 2008  | Red Cyndi             |